# Арсенюк Михайло Васильович
Арсенюк Михайло Васильович (нар. 28.02.1968 року) в м. Чернівцях, Чернівецької області — Майстер спорту з легкої атлетики, переможець Всеукраїнських ігор «Старти надій» (Одеса), переможець першості СРСР на 500 м, переможець першості України, тренер-викладач та суддя з легкої атлетики.

## Біографічна довідка
- З 1975 року відвідував загальноосвітню школу № 15 (нині — Чернівецький ліцей № 7 ЧМР) м. Чернівців.
- У 1981 році був переведений на навчання до Республіканської школи-інтернату спортивного профілю (м. Київ), яку закінчив у 1986 році.
- 15.06.1986 року було присвоєно звання "Майстер спорту СРСР" з легкої атлетики на дистанції 400 метрів з бар'єрами.
- З вересня 1986 року по 1992 рік навчався у Львівському Державному інституті фізичної культури та здобув кваліфікацію викладача фізичної культури.

## Кар'єра
- З 1989 року по 1992 рік працював на посаді інструктора-методиста по спорту виробничого панчішного об'єднання.
- У 1992 році працював тимчасово інженером відділу електрозв'язку та інженером геодезистом у відділі інженерних утримань.
- З 28.06.1992 року прийнятий на посаду тренера-викладача з легкої атлетики в Чернівецьку ОДЮСШ для дітей сиріт.
- З 10.11.1992 року переведений на посаду директора ОДЮСШ для дітей сиріт.
- 29.02.2008 року переведений на посаду тренера-викладача з легкої атлетики в ДЮСШ обласного відділу фізичної культури і спорту.
- 01.03.2008 року прийнятий на посаду тренера-викладача з легкої атлетики, яка в 2012 році була перейменована на ОДЮCШ «Буревісник» відділу з питань фізичної культури і спорту Чернівецької ОДА.
- 02.09.2016 року прийнятий на посаду тренера-викладача КБУ «ДЮСШ м. Чернівців» управління по фізичній культурі та спорту міської ради. (в 2021 році назву змінено на: Комунальний заклад "Дитячо-юнацька спортивна школа Чернівецької міської ради")

## Нагороди
нагороджений знаком «Відмінник освіти України»
10.01.2005 року був нагороджений на Всеукраїнському конкурсі «Учитель року-2005» в номінації фізична культура.
нагороджений почесною грамотою Чернівецької обласної державної адміністрації, за вагомий особистий внесок у розвиток буковинського та українського спорту.

## Громадська діяльність
Є секретарем Громадської організації «Чернівецької обласної федерації легкої атлетики»
Є членом відокремленого підрозділу федерації спортивного орієнтування в Україні в Чернівецькій області